# Diphobia longicornis
Diphobia longicornis is een keversoort uit de familie klopkevers (Ptinidae). De wetenschappelijke naam van de soort werd in 1919 gepubliceerd door Arthur Mills Lea.